# Такало, Хелена
Хе́лена Та́кало (фин. Helena Takalo; 28 октября 1947, Нивала, Финляндия) — финская лыжница, олимпийская чемпионка, двукратная чемпионка мира.

## Карьера
В Кубке мира Такало дебютировала в 1982 году, тогда же единственный раз в карьере попала в двадцатку лучших на этапе Кубка мира. Лучшим достижением Такало в общем итоговом зачёте Кубка мира является 47-е место в сезоне 1981/82.
На Олимпийских играх 1968 года в Гренобле стартовала в двух гонках, 5 км — 22-е место, 10 км — не финишировала.
На Олимпийских играх 1972 года в Саппоро, завоевала серебряную медаль в эстафете, кроме того была 9-й в гонке на 5 км и 5-й в гонке на 10 км.
На Олимпийских играх 1976 года в Инсбруке, поднималась на подиум во всех трёх дисциплинах олимпийской программы в лыжных гонках у женщин, став чемпионкой в гонке на 5 км и дважды став второй, в гонке на 10 км и эстафете.
На Олимпийских играх 1980 года в Лейк-Плэсиде, завоевала бронзовую медаль гонке на 10 км, кроме того была 5-й в эстафете и 8-й в гонке на 5 км.
На чемпионатах мира завоевала две золотые и три бронзовые медали, наиболее успешно выступила на чемпионате мира-1978 в Лахти, где завоевала три медали, из них две золотые.